# Bruce Springsteen with The Seeger Sessions Band Tour
Bruce Springsteen with The Seeger Sessions Band Tour, abreviado en ocasiones como The Sessions Band Tour, fue una gira musical de Bruce Springsteen y The Sessions Band por Norteamérica y Europa en 2006. La gira, etiquetada como «una nueva noche de gospel, folk y blues», fue consecuencia del enfoque y estilo que Springsteen adoptó en la grabación de We Shall Overcome: The Seeger Sessions, que incluyó canciones folk escritas o popularizadas por el músico y activista Pete Seeger.

## Itinerario
La gira comenzó el 20 de abril de 2006, con el primero de cuatro ensayos realizados en el Asbury Park Convention Hall y con una aparición promocional en el programa de ABC Good Morning America. A continuación, Springsteen tocó el 30 de abril en el New Orleans Jazz & Heritage Festival, en una ciudad afectada recientemente por los efectos del huracán Katrina. Springsteen aprovechó la ocasión para criticar la respuesta gubernamental a las secuelas del Katrina.
La primera etapa de la gira comenzó en mayo con diez conciertos y una aparición televisiva en Europa el 5 de mayo, desde The Point Depot en Dublín. En su segunda etapa por los Estados Unidos, Springsteen y The Sessions Band ofrecieron dieciocho conciertos entre mayo y junio que finalizaron el 25 de junio con un concierto en el PNC Banks Arts Center de Holmdel, Nueva Jersey. 
Durante la primera etapa europea de la gira, Springsteen se despidió del público diciendo: «See you in the fall!» -en español: «¡Nos vemos en otoño!». La tercera etapa de la gira consistió en 27 conciertos por Europa entre octubre y diciembre. La etapa fue retitulada como The American Land Tour 2006 tras el lanzamiento de una edición especial del álbum con el nombre de We Shall Overcome: The Seeger Sessions - American Land Edition. La etapa comenzó el 1 de octubre en el Unipol Arena de Bologna, Italia, y concluyó el 21 de noviembre de 2006 en el Odyssey Arena de Belfast. 

## Publicaciones
Bruce Springsteen - The Seeger Sessions Live, un concierto grabado el 9 de mayo de 2006 en el St. Luke Old Street de Londres, fue filmado y retransmitido por la BBC en el Reino Unido y por la PBS en los Estados Unidos. Además, varios fragmentos de la gira fueron incluidas en el DVD de la edición limitada de We Shall Overcome: The Seeger Sessions - American Land Edition.
El concierto ofrecido en The Point Depot, Dublín, fue filmado y publicado en el DVD, CD y Blu-Ray Bruce Springsteen with The Sessions Band: Live in Dublin, un lanzamiento en cuyo título se eliminó la referencia a Seeger que había caracterizado a la banda hasta entonces. Una versión reducida de 90 minutos se estrenó en teatros de algunas ciudades estadounidenses el 4 de junio de 2007, el día antes de la publicación oficial del CD/DVD.

## Canciones
Fuente:

## Personal
- Bruce Springsteen: voz, guitarra acústica y armónica
- Marc "Chocolate Genius" Thompson: guitarra acústica y coros
- Patti Scialfa: guitarra acústica y coros
- Frank Bruno: guitarra acústica y batería
- Soozie Tyrell: violín y coros
- Sam Bardfeld: violín
- Greg Liszt: banjo
- Marty Rifkin: pedal steel guitar
- Charles Giordano: piano, órgano y acordeón
- Jeremy Chatzky: contrabajo y bajo
- Larry Eagle: batería
- Lisa Lowell: coros
- Curtis King: coros
- Cindy Mizelle: coros
- Art Baron: tuba y trombón
- Eddie Manion: saxofón
- Mark Pender: trompeta
- Curt Ramm: trompeta
- Richie "La Bamba" Rosenberg: trombón
- Clark Gayton: trombón